# R.Q. Dickerson
Roger Quincey 'R.Q.' Dickerson (Paducah (Kentucky), 1898 - Glens Falls), 21 januari 1951) was een Amerikaanse jazztrompettist en kornettist.

## Loopbaan
Dickerson groeide op in St. Louis. Van 1918 tot 1920 speelde hij in verschillende theaters, daarna ging hij op tournee met de Wilson Robinson Syncopators. Hij speelde hiermee in de Cotton Club en nam hiermee (onder de naam Cotton Club Orchestra) in 1925 "Down and Out Blues“ op voor Columbia Records. Violist Andrew Preer nam het orkest over en de groep ging verder onder de naam The Missourians. Dickerson is als solist te horen in de opname "Ozark Moutain Blues“ (1929). Dickerson nam tevens op met Harry Cooper, Jasper Taylor en (in 1930/31) met Cab Calloway. In 1931 verliet hij de muziek. In de jazz was hij tussen 1925 en 1931 betrokken bij 22 opnamesessies.

## Discografie
- Harry Cooper, R.Q. Dickerson & The Cotton Club Orchestra (Collectors Items, 1978)